# Daours

Daours este o comună în departamentul Somme, Franța. În 1 ianuarie 2022 avea o populație de 755 de locuitori.